# Campionato africano maschile di pallavolo 1995
Il X campionato africano maschile di pallavolo si è svolto nel 1995 a Tunisi, in Tunisia. Al torneo hanno partecipato 7 squadre nazionali africane e la vittoria finale è andata per la quinta volta alla Tunisia.

## Squadre partecipanti
- Algeria
- Camerun
- Egitto
- Kenya
- Marocco
- Tunisia

## Classifica finale
| Classifica | Squadre |
| ---------- | ------- |
|            | Tunisia |
|            | Egitto  |
|            | Algeria |
| 4          | Marocco |
| 5          | Camerun |
| 6          | Kenya   |